# Johann Wilhelm von Sachsen-Coburg-Saalfeld
Johann Wilhelm von Sachsen-Coburg-Saalfeld (* 11. Mai 1726 in Coburg; † 4. Juni 1745 in Striegau) war ein Prinz von Sachsen-Coburg-Saalfeld. Als Herzog zu Sachsen wird er auch als Johann Wilhelm XII. gezählt.

## Leben
Johann Wilhelm war der zweite Sohn des Herzogs Franz Josias von Sachsen-Coburg-Saalfeld (1697–1764) aus dessen Ehe mit Anna Sophia (1700–1780), Tochter des Fürsten Ludwig Friedrich I. von Schwarzburg-Rudolstadt.
Johann Wilhelm war, wie seine jüngeren Brüder Christian Franz und Friedrich Josias, für die Militärlaufbahn bestimmt worden. Er trat in kursächsische Dienste. Seit 1744 Oberstleutnant im Brühlschen Infanterieregiment, nahm er am Zweiten Schlesischen Krieg teil und fiel während der Schlacht bei Hohenfriedeberg, vermutlich in Striegau. Seine Leiche wurde trotz intensiver Suche nie gefunden.